# Die Sehnsucht der Schwestern Gusmão
Die Sehnsucht der Schwestern Gusmão (Originaltitel A Vida Invisível De Eurídice Gusmão, internationaler englischsprachiger Titel The Invisible Life of Eurídice Gusmão) ist ein Filmdrama von Karim Aïnouz, das bei den Internationalen Filmfestspielen von Cannes 2019 den Hauptpreis der Sektion Un Certain Regard gewann.

## Handlung
Die beiden Schwestern Eurídice und Guida Gusmão leben im Rio de Janeiro der 1950er Jahre. Sie sind schön, mutig und eigensinnig. Eurídice spielt leidenschaftlich Klavier, ihr größter Traum ist die Aufnahme in ein Musikkonservatorium in Wien. Guida ist eher abenteuerlustig und berichtet ihrer Schwester von ihren ersten sexuellen Erfahrungen mit einem griechischen Matrosen. Ihr Vater ist Bäcker portugiesischer Herkunft, die Mutter verkörpert die klassisch brave Hausfrau. Als die Eltern eines abends einen Gast haben, schleicht sich Guida in schicker Abendgarderobe aus dem Haus. Sie gibt ihrer Schwester zu verstehen, dass sie sie nachts um ein Uhr in das Haus hereinlassen möge. Sie trifft sich mit ihrem Matrosen und verbringt eine feuchtfröhliche Nacht. Eurídice wartet vergeblich auf sie. Aus dem Off hört man den Wortlaut von Guidas Briefen, die den zeitlichen Faden durch den Film bilden. In dem ersten berichtet sie von der Überfahrt nach Europa und der bevorstehenden Hochzeit in Athen.
Monate später heiratet Eurídice den Büroangestellten Antenor. Trotz der Warnungen einer Freundin vor der bevorstehenden Hochzeitsnacht ist sie sicher, dass sie nicht schwanger werden wird, da sie ja in sieben Monaten zu einer Aufnahmeprüfung reisen will. Tatsächlich bedrängt Antenor sie massiv und vollzieht auf dominante Weise den Geschlechtsverkehr. Eurídice erfährt von ihrem Arzt, dass sie schwanger ist, und erwägt nach Rücksprache mit ihrer Freundin ernsthaft eine Abtreibung. Antenor ist jedoch von dem Arzt bereits zur bevorstehenden Vaterschaft beglückwünscht worden.
Guida kehrt schwanger und enttäuscht aus Europa zu ihren Eltern zurück. Ihr Vater weist sie aus dem Haus und erklärt sie für gestorben. Von Eurídice berichtet er ihr nicht, so dass Guida ihre Schwester in Wien vermutet. Guida schreibt ihr immer wieder Briefe, in denen sie von dem musikalischen Talent ihrer Schwester schwärmt. Diese Briefe schreibt sie über die Mutter an Eurídice, wohl ahnend, dass sie nicht weitergeleitet werden. Umgekehrt erfährt Eurídice nichts über Guida und vermutet sie in Athen.
Guida kommt mit einem Sohn nieder, ist jedoch bei der Geburt völlig überfordert. Sie verlässt die Klinik eigenmächtig und lässt ihr Kind zurück. In ihrer Wohnumgebung lernt sie eine junge Mutter kennen, die trotz ihrer kleinen Kinds nachts ausgeht, da sie sich eine Babysitterin gönnt. Außerdem lernt sie die ältere Filomena kennen, holt ihren Sohn zurück und zieht in Filomenas Haus. Guida arbeitet auf der Werft und hat gelegentlich Männerbekanntschaften. Filomena dagegen ist sich selbst genug und vermittelt Guida ihre Zufriedenheit.
Eurídice bekommt eine Tochter und muss nach Maßgabe ihres Mannes auf das Konservatorium verzichten. Sie pflegt ihre kranke Mutter und nimmt nach deren Tod den Vater in der Wohnung auf. Sie beauftragt einen ehemaligen Polizisten, ihre Schwester zu suchen. Dieser Polizist hält die Suche jedoch für aussichtslos. Eurídice spielt weiterhin mit Freude Klavier und erreicht beim Vorspielen den ersten Platz. Sie ist glücklich, ihr Mann jedoch hält von ihren Interessen nichts.
Guida erfährt von der Krebserkrankung ihrer Freundin Filomena und besorgt ihr die nötigen Morphium-Spritzen. Dafür nimmt sie auch in Kauf, mit ihrem Lieferanten Geschlechtsverkehr haben zu müssen. Filomena gibt ihr zu verstehen, dass sie die Besitzurkunde ihres Grundstücks bereits soweit präpariert hat, dass Guida nach Filomenas Tod nur noch ihr eigenes Bild einkleben und ihren Namen annehmen müsse. Auf der Grabplatte von Filomena steht Guidas vollständiger Name. Auf dieses Grab stößt auch der von Eurídice beauftragte Polizist und führt ihre Familie dorthin. Dort erfährt Eurídice, dass ihr Vater nicht nur die Schwester, sondern auch deren Sohn verleugnet hat. Sie ist fassungslos, traurig und verbrennt zu Hause sogar ihr Klavier. Sie ist erneut schwanger, ihr Arzt empfiehlt strikte Ruhe und empfiehlt eine Einweisung.
In der Gegenwart wird die gealterte Eurídice von ihren beiden Kindern und Enkeln besucht. Dabei wird der von ihrem Vater hinterlassene kleine Tresor geöffnet, in dem sich alle Briefe von Guida befinden. Eurídice beschließt, erneut nach ihr zu suchen und findet die Enkelin gleichen Namens.

## Produktion
Der Film basiert auf dem Roman Die vielen Talente der Schwestern Gusmão (Originaltitel A Vida Invisível De Eurídice Gusmão) von Martha Batalha aus dem Jahr 2015. Regie führte Karim Aïnouz, Murilo Hauser adaptierte Batalhas Roman für den Film. Der Film erzählt von patriarchalischen Strukturen und einem, wie der Regisseur es nennt, verhängnisvollen Hypermachismus in Brasilien, unter dem die Frauen bis heute leiden würden. Aïnouz hat das Buch nicht eins zu eins verfilmt, aber die darin angelegte Konstellation und erzählerische Breite übernommen, so Christian Horn: „Entsprechend episch erzählt der Regisseur die doppelte Lebensgeschichte der getrennten Schwestern, die beide auf ihre Art mit den gesellschaftlichen Zwängen und den stark patriarchalisch dominierten Gepflogenheiten kämpfen. […] Die Tragik, dass die Leben der beiden Schwestern parallel stattfinden, wo sie sich gegenseitig doch eine wichtige Stütze sein könnten, liegt dabei über jeder Szene.“ Der Film erhielt vom Medienboard Berlin-Brandenburg eine Produktionsförderung in Höhe von 150.000 Euro.
In den Titelrollen der Schwestern Eurídice und Guida Gusmão sind Fernanda Montenegro und Júlia Stockler zu sehen, wobei Carol Duarte die Rolle der jungen Eurídice übernahm.
Die Filmmusik komponierte Benedikt Schiefer. Der Soundtrack, der insgesamt 12 Musikstücke umfasst, wurde Mitte November 2019 von Milan Records als Download veröffentlicht.
Der Film wurde am 20. Mai 2019 im Rahmen der Filmfestspiele von Cannes erstmals gezeigt und feierte am 29. Juni 2019 im Rahmen des Filmfest München seine Deutschlandpremiere. Im September 2019 wurde der Film im Rahmen der Filmkunstmesse Leipzig vorgestellt, Ende September, Anfang Oktober 2019 beim Zurich Film Festival, Anfang Oktober 2019 beim London Film Festival. Die Amazon Studios sicherten sich die Vertriebsrechte für die USA. Im Januar 2020 erfolgte eine Vorstellung beim Palm Springs International Film Festival. Am 13. März 2020 kam er in die österreichischen Kinos. Am 11. Juli 2021 wird der Film in das Programm von Mubi aufgenommen.
In der Begründung der internationalen Jury des Filmfest München, wo die Koproduzenten Viola Fügen und Michael Weber ausgezeichnet wurden, wird die herausragende Kameraarbeit hervorgehoben, aber auch die ansprechenden schauspielerischen Leistungen. Es handele sich um „eine emotionale Geschichte, die weitgehend in der Vergangenheit spielt“, heißt es weiter, „und die es auf eine wunderbare Art und Weise schafft, das Echo der Geschichte im heutigen politischen Klima widerhallen zu lassen, indem sie die Position der Frau in der brasilianischen Gesellschaft beleuchtet“.

## Rezeption

### Kritiken
Der Film konnte bislang 94 Prozent aller bei Rotten Tomatoes aufgeführten Kritiker überzeugen und erhielt hierbei eine durchschnittliche Bewertung von 7,6 der möglichen 10 Punkte.
Christian Horn bemerkt auf programmkino.de, der Website der Gilde deutscher Filmkunsttheater, Karim Aïnouz verlasse sich nicht allein auf die in der Romanvorlage angelegte Gesellschaftserzählung, sondern finde auch einen starken inszenatorischen Zugang zu dem Stoff: „Aller teils tränenreichen Schwermut zum Trotz wirft Die Sehnsucht der Schwestern Gusmão einen optimistischen Blick auf das Leben, das Lieben und die vielen Hochs und Tiefs, die damit einhergehen. Die Bilder sind farbenfroh, ohne je in Kitsch abzudriften, die schauspielerischen Leistungen durchweg hervorragend.“ Bemerkenswert sei die große Konzentration, mit der jedes Bild aufgebaut ist, so Horn weiter, und die Figuren seien oft gerahmt oder anderweitig eingeengt, ganz so wie es in den großen Melodramen von Douglas Sirk aus den 1950er Jahren und anderen angelegt ist. Aïnouz schaffe es, die melodramatische Überzeichnung und den Blick für kleine Beobachtungen perfekt auszutarieren, wodurch Die Sehnsucht der Schwestern Gusmão ein Film der großen Gefühle geworden sei.
Die Jury der Evangelischen Filmarbeit empfahl Die Sehnsucht der Schwestern Gusmão als Film des Monats Dezember 2019. In der Begründung heißt es, der Film weise in seiner visuellen Sinnlichkeit und seiner unverrückbaren Empathie für die Hauptfiguren über sein historisches Setting hinaus ins Zeitgenössische: „Er ist ein leidenschaftliches Plädoyer für das Selbstbestimmungsrecht der Frau in allen Belangen – Reproduktion, Sexualität, Arbeit, Beziehung.“

### Auszeichnungen
Die Sehnsucht der Schwestern Gusmao wurde von Brasilien bei der Oscarverleihung 2020 in der Kategorie Bester Internationaler Film eingereicht, gelangte aber nicht in die engere Auswahl. Im Folgenden weitere Auszeichnungen und Nominierungen.
Belgrade International Film Festival 2020
- Auszeichnung als Bester Film mit dem Belgrade Victor (Karim Aïnouz)[15]

Filmfest München 2019
- Auszeichnung als Beste Koproduzenten (Viola Fügen und Michael Weber)[4]

Frankfurter Buchmesse Film Awards 2019
- Nominierung in der Kategorie Best International Literary Adaption (Martha Batalha und Karim Aïnouz)

Independent Spirit Awards 2020
- Nominierung als Bester internationaler Film (Karim Aïnouz)[16]

Internationale Filmfestspiele von Cannes 2019
- Auszeichnung mit dem Hauptpreis der Sektion „Un Certain Regard“ (Karim Aïnouz)

National Board of Review Awards 2019
- Aufnahme in die Top 5 der besten fremdsprachigen Filme[17]

Palm Springs International Film Festival 2020
- Nominierung als Bester fremdsprachiger Film für den FIPRESCI-Preis (Karim Aïnouz)[18]

Semana Internacional de Cine de Valladolid 2019
- Auszeichnung als Beste Schauspielerinnen (Julia Stockler und Carol Duarte)
- Auszeichnung als Bester Film mit dem FIPRESCI-Preis (Karim Aïnouz)
- Auszeichnung als Bester Film mit dem Silver Spike	(Karim Aïnouz)
- Auszeichnung mit dem Sociograph Award	(Karim Aïnouz)
- Nominierung als Bester Film für den Golden Spike (Karim Aïnouz)